# Schwalbe (voetbal)
Schwalbe is een uit het Duits afkomstige voetbalterm. Met de term wordt een actie aangeduid waarbij een speler simuleert het slachtoffer te zijn van een overtreding. Hiermee hoopt de speler een strafschop of vrije trap toegekend te krijgen en eventueel de tegenstander een gele of rode kaart te laten krijgen. In het Nederlands wordt het soms ook een fopduik genoemd.
Vaak laat de speler die een schwalbe uitvoert zich op min of meer theatrale wijze in het strafschopgebied vallen, dit in de hoop dat de scheidsrechter zal oordelen dat er een overtreding is begaan en bijgevolg een strafschop zal geven.
De scheidsrechter kan een schwalbe niet altijd onderscheiden van een echte overtreding, vanwege de snelheid van het spel en de positie waarop hij zich bevindt ten opzichte van de betrokken spelers. Dikwijls geven vertraagde televisiebeelden vanuit verschillende standpunten uitsluitsel. Deze werden in het verleden niet tijdens het spel zelf gebruikt, maar sinds 2016 kan de VAR worden ingezet om de beelden te beoordelen. Als de scheidsrechter denkt dat er toch een al te duidelijke poging tot misleiding plaatsvond, moet hij de speler die de schwalbe uitvoerde bestraffen met een gele kaart.
Het Duitse woord schwalbe is gebaseerd op het gedrag van zwaluwen (Schwalben), die zich tijdens hun vlucht soms opeens een heel stuk laten vallen om daarna weer door te vliegen. In het Nederlands noemt men een schwalbe soms een fopduik (voor het eerst gebruikt door Evert ten Napel) of een kunstduik (verwijzend naar de zwemsport). Van een speler die overmatig zijn toevlucht neemt tot de schwalbe wordt weleens gezegd dat hij aan de vallende ziekte lijdt.